# Big Striker
Big Striker es un juego arcade de fútbol lanzado por Jaleco en 1992. 
El juego destaca equipos seleccionables de la FIFA:
- Japón
- EE. UU.
- Gran Bretaña (este debería ser Inglaterra)
- Alemania
- Italia
- España
- Brasil
- Argentina

## Trivia
Una copia pirata del juego conocida como Best League, que incluyó equipos de Serie A en lugar de los equipos internacionales.
Los equipos seleccionables eran:
- Juventus
- A.C. Milan
- Inter Milan
- A.S. Roma
- Sampdoria
- Torino
- Fiorentina
- Napoli